# Chiesa di San Pietro (Noli, Voze)
La chiesa di San Pietro è un luogo di culto cattolico situato nella località di Voze nel comune di Noli, lungo la strada provinciale 45, in provincia di Savona. La chiesa è sede della parrocchia omonima facente parte del vicariato di Finale Ligure-Noli della diocesi di Savona-Noli.

## Storia e descrizione

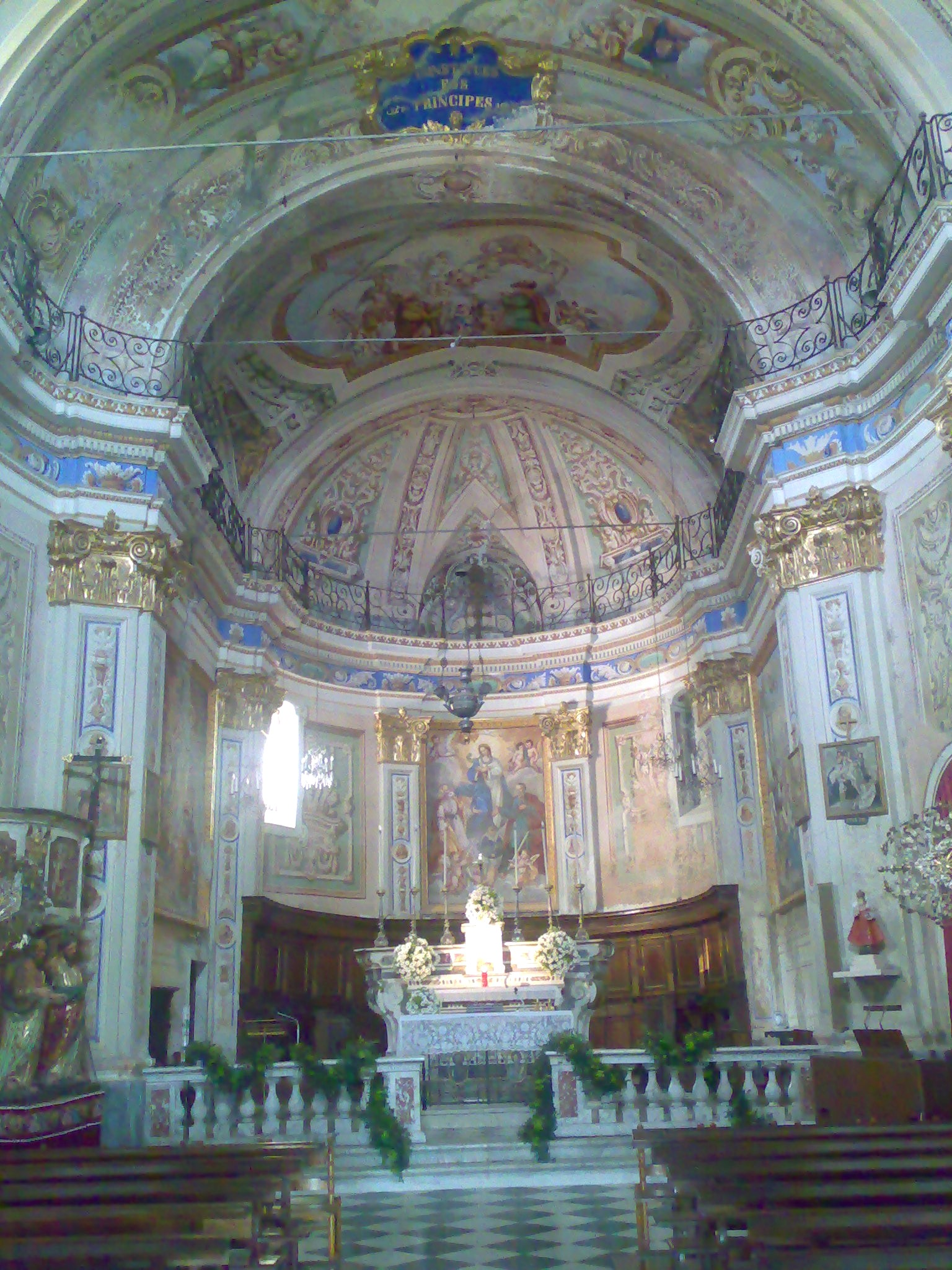
Il presbiterio

La chiesa fu costruita nel corso del Settecento al posto di un precedente edificio religioso di cui si conserva il portone a pochi metri all'esterno dell'attuale abside. Come riporta una targa marmorea, la chiesa sorgeva in territorio genovese, ma proprio sul confine tra la Repubblica di Noli e il Marchesato di Finale. L'altro lato della stradina che corre sul lato destro della chiesa era infatti già territorio di Finale, ed è ancora presente la garitta del posto di guardia.
La chiesa si presenta in tipico stile barocco, molto ricca di decorazioni nonostante si tratti di una chiesetta di campagna. La pianta è a croce latina, a navata unica. L'interno è completamente affrescato, in particolare da notare il dipinto centrale rappresentante la Gloria di san Pietro.
Sopra l'ingresso trova posto un piccolo organo a canne, mentre due cappelle laterali sono collocate nei transetti. Rispettivamente a sinistra di chi entra si trova la cappella della Madonna del Rosario e a destra l'Addolorata. Il presbiterio presenta un altare maggiore dalle linee piuttosto semplici, circondato da una balaustra in marmo e dal coro ligneo che si sviluppa lungo la parete dell'abside.